# Stenosarina parva
Stenosarina parva är en armfotingsart som beskrevs av Cooper 1977. Stenosarina parva ingår i släktet Stenosarina och familjen Terebratulidae. Inga underarter finns listade i Catalogue of Life.